# Ramekin

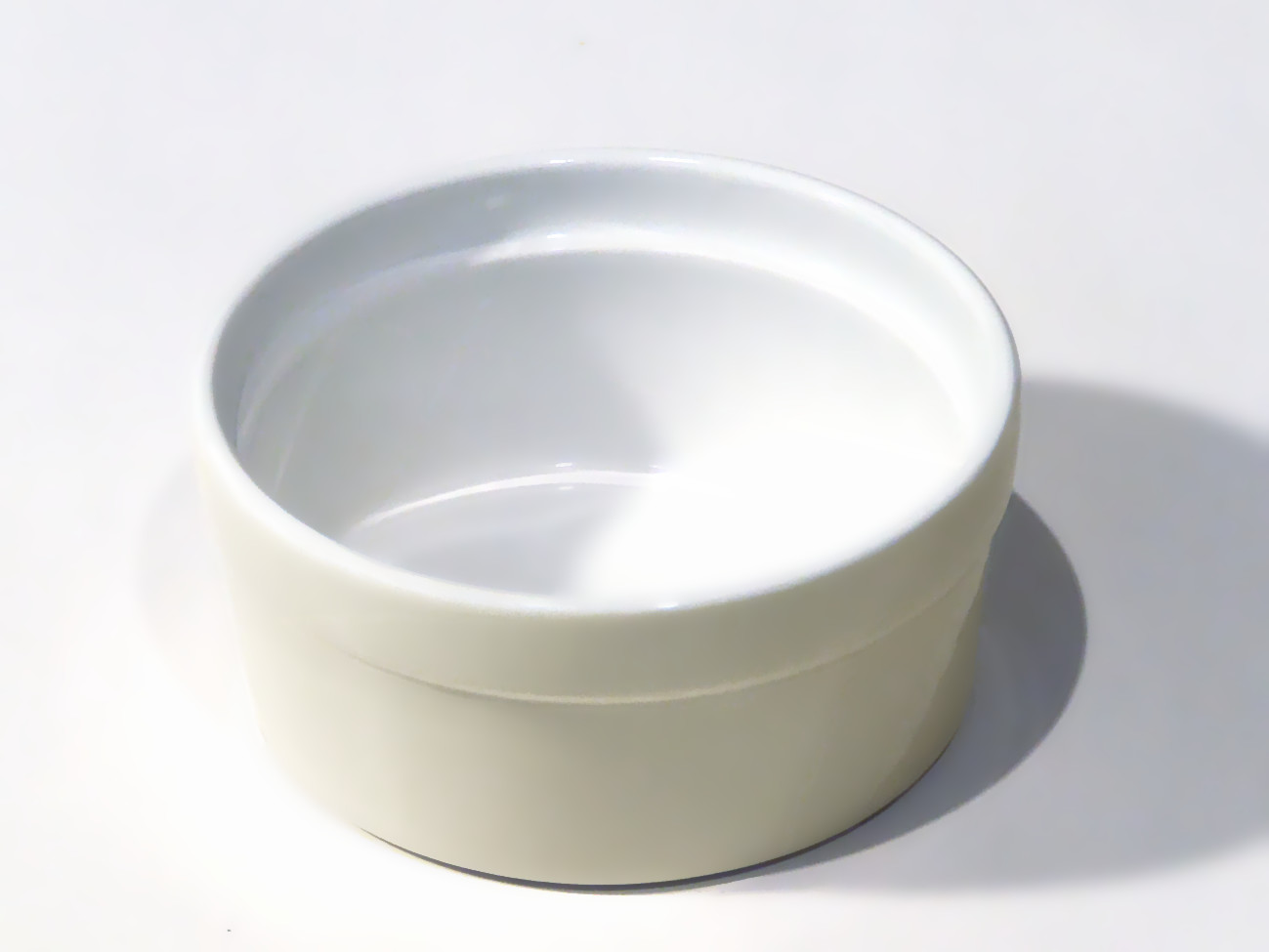
Un ramekin

Un ramekin és un motlle petit de terrissa que es pot posar al forn i que també s'empra per a servir menjars individuals (com ara gelats, cremes, escumes, etc.) a taula.
La veu anglesa ramekin, o també ramequin, prové del francès, que per la seva part ve de l'alemany ramken, diminutiu de ram, crema.